# ラッセル・メリーランド
ラッセル・メリーランド（Russell Maryland 1969年3月22日- ）は、アメリカ合衆国イリノイ州シカゴ出身のアメリカンフットボール選手。1991年のドラフト全体1位指名である。ポジションはディフェンシブタックル。

## 経歴

### プロ入りまで
シカゴで生まれ育った彼は、高校時代、オフェンシブライン、ディフェンシブラインでプレーした。それほど目立った選手ではなく、大学進学時に奨学金のオファーを出したのは、マイアミ大学のみであった。
1989年、オールアメリカンのサードチームに選ばれた。最終学年の1990年は、96タックル、10.5サック、5ファンブルフォース、1ファンブルリカバーをあげて、カレッジフットボール最高のラインマンに与えられるアウトランド・トロフィーを受賞した。
彼は在学した4年間で279タックル（25ロスタックルを含む）、20.5サックをあげて、その間、チームは44勝4敗でボウルゲームで4勝、2度の全米チャンピオンに輝いた。
2001年にマイアミ大学のスポーツ殿堂、2011年にカレッジフットボール殿堂入りを果たした。

### ダラス・カウボーイズ
1991年のNFLドラフト全体1位で大学時代のヘッドコーチ、ジミー・ジョンソンが率いるダラス・カウボーイズに指名された。全体1位指名権は、その年全体1位指名が期待されていたラジブ・イスマイルが全体1位指名権を持っていたニューイングランド・ペイトリオッツとの合意に至らなかったことから、カウボーイズは、ユージン・ロックハート、ロン・フランシス、デビッド・ハワード、その年の全体ドラフト1巡11位指名権（パット・ハーローを指名）、2巡指名権（ジェローム・ヘンダーソンを指名）とのトレードで全体1位指名権を獲得、カウボーイズも当初はイスマイルとの契約を結ぼうとしたが、合意にいたらなかったことから、メリーランドが指名された。
1年目からディフェンシブタックルとして先発出場した彼は、主にランストップで活躍し、3回のスーパーボウル制覇に貢献、1993年にはプロボウルに選出された。

### オークランド・レイダース
1996年2月、オークランド・レイダースと6年1900万ドルで契約を結んだ。1999年シーズン終了後、解雇された。レイダースでは4年間で63試合に先発出場し、10サック、1インターセプト、2ファンブルフォース、1ファンブルリカバーの成績を残した。

### グリーンベイ・パッカーズ
2000年、グリーンベイ・パッカーズと契約して1年間プレーした。2001年のトレーニングキャンプでは、ギルバート・ブラウンとポジションを争った。シーズン開幕前、パッカーズは140万ドルからベテラン最低年俸の47万7000ドルにペイカットを行おうとしたが、メリーランドが拒否したため、パッカーズは彼を解雇した。